# Kazuya Takeuchi
Kazuya Takeuchi (竹内和也?, Takeuchi Kazuya; 29 agosto 1941) è un ex pallanuotista giapponese.
Ha partecipato, come membro del Giappone, alle Olimpiadi di Tokyo 1964 e di Città del Messico 1968, partecipando al torneo di pallanuoto.
Ha vinto 2 ori ai Giochi asiatici del 1962 e del 1966.